# Hylesia subfasciata
Hylesia subfasciata är en fjärilsart som beskrevs av Paul Dognin 1916. Hylesia subfasciata ingår i släktet Hylesia och familjen påfågelsspinnare. Inga underarter finns listade i Catalogue of Life.